# Copyright au Royaume-Uni
Au Royaume-Uni, le copyright est le monopole d'exploitation temporaire accordé sur les œuvres de l'esprit originales. 
Il est réglementé par le Copyright, Designs and Patents Act.
Le titulaire du copyright est en principe le créateur. Toutefois, la loi peut en disposer autrement :
- l’employeur est titulaire des droits sur les œuvres créées par ses salariés ;
- en ce qui concerne les films, les titulaires de droits sont le réalisateur et le producteur ;
- le producteur de phonogrammes est titulaire du copyright sur les enregistrements qu’il a financés.

Le fair dealing consiste en des « actes permis » (Acts Permitted in Relation to Copyright Works) figurant au Chapitre III du Copyright, Designs and Patents Act. En cas de litige, ces dispositions statutaires n'annulent en rien la jurisprudence de common law qui permet au défendeur d'invoquer l'utilisation équitable (fair dealing) ou la notion d'intérêt public (public interest).
En décembre 2006, Paul McCartney et le groupe U2 ont demandé publiquement que le copyright sur les enregistrements, de 50 ans, soit étendu à 95 ans et ainsi aligné sur celui des États-Unis. Cet appel intervient au moment où les premiers titres de l'âge d'or de la pop music britannique sont sur le point de tomber dans le domaine public, à commencer par ceux de Cliff Richard et des Shadows. Le rapport Gowers, commandé par le Gouvernement britannique à cette occasion, a fermement recommandé de ne pas donner suite à cette revendication, tant pour des raisons économiques (coût de 155 millions de livres pour l'économie) qu'artistiques (paralysie du domaine public nuisible à la créativité).